# うちの執事が言うことには
『うちの執事が言うことには』（うちのしつじがいうことには）は、高里椎奈による推理小説のシリーズ。角川文庫より2014年3月から2016年11月までに全9巻が刊行された。続編として『うちの執事に願ったならば』が角川文庫より2017年3月から2020年8月までに全9巻が刊行された。2019年12月時点でシリーズ累計発行部数は110万部を突破している。
2019年5月に実写映画が公開された。また、実写映画の公開に合わせ、EX（番外編）と角川つばさ文庫（児童書版）が発売された。

## あらすじ
突如名門烏丸家の若き当主となった烏丸花穎の前に新任の執事として現れたのは、衣更月蒼馬と名乗る見知らぬ青年だった。
はじめはいがみ合っていた2人だが、花穎の周りで起こる数々の事件を乗り越え、次第に互いを認め、絆を深めていく。

## 登場人物

### 烏丸家
烏丸花穎（からすま かえい）
主人公。烏丸家第27代当主。イギリスの大学の大学院に在籍していたが家督を継ぐため帰国。色彩感知能力が高すぎるため、普段は色のついた眼鏡を着けている。幼い頃はその色彩感知能力が原因で友人たちにいじめられ、家族を除いた周囲にも疎ましがられていた。6歳のときに母親を亡くしているため、母親の代わりとして鳳を敬愛している。極度の世間知らずで、カップ麺のことも知らなかった。実は衣更月にはかつて酔っ払いから絡まれていたところを救われたことがあるが、本人はあまり覚えていない。
衣更月蒼馬（きさらぎ そうま）
烏丸家の執事(バトラー)。学生時代酒に酔った社会人(名前の表記無し)から暴力を振るわれた際に鳳から助けられたことから鳳に心酔している。実はその社会人が花穎に嫌がらせをしていたのを目撃しており、その様を「悪趣味だ」と言いながら止めようとしていたが、本人はあまり覚えていない。また、両親のかわりに祖父母が彼を育てたため、祖父母が唯一信頼できる面々だった。鳳以外に興味がないため、それが弟の昴に「願ったならば」で恨まれる原因となった。
雪倉叶絵（ゆきくら かなえ）
烏丸家の家政婦(ハウスキーパー)兼料理人。亡き父も烏丸家の料理人だった。家庭的な女性。
雪倉峻（ゆきくら しゅん）
叶絵の息子。烏丸家の使用人頭(ヘッドサーバント)兼従者(ヴァレット)。おっちょこちょいだが何事も一生懸命。
烏丸真一郎（からすま しんいちろう）
花穎の父。烏丸家第26代当主。当主引退後、世界中を旅行している。いい加減だが息子想い。実は怒ると人一倍怖い。
鳳（おおとり）
真一郎が引退した際に執事から家令(ハウス・スチュワード)に昇格。真一郎の旅に同行し仕えている。温厚な性格の人物。
烏丸琳（からすま りん）
花穎の母。物語の開始時点で既に故人。旧姓:七束。花穎の目と性格は彼女似である。花穎が美大に入ったのは彼女がきっかけであり、彼女の死は彼が鳳に依存するきっかけとなった。
桐山左黒(きりやま ざくろ)
烏丸家の庭師。体格の良い中年男性。
駒地良介（こまじ りょうすけ）
烏丸家の運転手。

### 赤目家
赤目刻弥（あかめ ときや）
旧家・赤目家の次男(末子)。大学生(経済学部)。祖母から託された資金を元に洋菓子店「アントルメ・アカメ」を立ち上げ、世界中に店舗展開している。飄々としているが狡猾な裏の顔もある。主に花穎と衣更月を陥れることが多い。烏丸花穎の2歳上。
沢鷹早苗（おもだか さなえ）
刻弥の秘書。刻弥の6歳上(13歳のときに7歳の赤目刻弥と出会う)。
沢鷹橘（おもだか たちばな）
早苗の双子の兄。来樂美術大学の院生で、非常勤で刻弥の補佐も務めている。美術大学では水墨画を専攻。

### 久丞家
久丞壱葉（くじょう ひとは）
久丞家の令嬢。小学生。3回りほど年上の烏丸真一郎に想いを寄せている。年齢の割にしっかりした性格。
藤崎（ふじさき）
久丞家の家庭教師。元は乳母(ナニー)だった。
ニカ
久丞家のナースメイド。
ミーシャ
久丞家の用務員。
久丞康弘（くじょう やすひろ）
久丞家総帥。壱葉の父親。強面で厳格な性格。久丞家は宇宙開発事業に莫大な資金提供をしている。

### 斎姫家
斎姫長十（さいき ちょうじゅう）
真一郎と親交がある。現在は隠居の身だが、現役時代は不動産王と呼ばれていた。
斎姫頼長（さいき よりなが）
長十の孫。幼稚園児。
夏原伸幸（なつはら のぶゆき）
斎姫家の執事。派遣会社から派遣されている。前職は、検事という異色の経歴。

### 若嘴家
若嘴惠（じゃくはし めぐむ）
烏丸家の分家筋にあたる若嘴家の家長。烏丸真一郎のはとこ(真一郎の祖父の姉の孫)にあたり、花穎にとっては曾祖伯母の孫にあたる人物だが、花穎は「伯母様」と呼んでいる。
若嘴梢（じゃくはし こずえ）
若嘴家の長女。
若嘴華乃（じゃくはし はなの）
若嘴家の長男。

### 来樂美術大学関係者
嗣浪君彦(つぐなみ きみひこ)
来樂美術大学・美術学部工芸科の准教授。苗字を音読みして「ジロー先生」と呼ばれる。
石漱棗（いしぜき なつめ）
美術史学科1年。花穎のクラスメイト。
和久純夏（わく すみか）
工芸学科3年。耳や舌にピアスをしている女子大学生。
真木縞（まきしま）
工芸学科3年。緑色の髪の男子学生。
綾瀬万里（あやせ ばんり）
白山高校に通う女子高生。担当の美術教師が嗣浪と同期で親交があったため嗣浪の研究室にも頻繁に顔を出す。色彩に味を感じる共感覚の持ち主。

### ヴォルコフ家
イリヤ・ヴォルコフ
烏丸家と先代からの親交があるヴォルコフ家の当主。
不知火昴（しらぬい すばる）
イリヤの従者。実は衣更月の弟で、自分を捨てた兄を憎んでいる。

### その他
芽雛川肇大（めひながわ かずひろ）
船舶関係の部品を中心に世界に事業を展開する芽雛川家の次男。
シャズ・A・ヴァズ
衣更月の執事養成学校時代の同期で親友。小柄で太っており、峻からは「肉まんみたいだ」と言われていた。温厚で大人しめな性格。
衣更月の祖父母
衣更月の実の祖父母。物語開始時点で既に故人。周りに相手にされなかった孫を常にフォローしていた。祖父は鳳に性格・外見共に酷似していた（それが衣更月の鳳への依存の理由の一つでもある）。
衣更月の父
衣更月と昴の父親だが、息子達への愛情は皆無。
ナイル・エインズワース
花穎のイギリス留学時代の恩師のイギリス人女性。

## 書籍情報

### 小説
うちの執事が言うことには（角川文庫 表紙絵：佐原ミズ）
- 『うちの執事が言うことには』、2014年3月25日発売[書籍 1]、ISBN 978-4-04-101264-2
- 『うちの執事が言うことには 2』、2014年7月25日発売[書籍 2]、ISBN 978-4-04-101491-2
- 『うちの執事が言うことには 3』、2014年11月22日発売[書籍 3]、ISBN 978-4-04-101492-9
- 『うちの執事が言うことには 4』、2015年3月25日発売[書籍 4]、ISBN 978-4-04-102589-5
- 『うちの執事が言うことには 5』、2015年7月25日発売[書籍 5]、ISBN 978-4-04-102590-1
- 『うちの執事が言うことには 6』、2015年11月25日発売[書籍 6]、ISBN 978-4-04-102591-8
- 『うちの執事が言うことには 7』、2016年3月25日発売[書籍 7]、ISBN 978-4-04-103909-0
- 『うちの執事が言うことには 8』、2016年7月23日発売[書籍 8]、ISBN 978-4-04-104616-6
- 『うちの執事が言うことには 9』、2016年11月25日発売[書籍 9]、ISBN 978-4-04-104617-3
- 『うちの執事が言うことには EX』、2019年4月24日発売[書籍 10]、ISBN 978-4-04-107764-1

うちの執事が言うことには（角川つばさ文庫 挿絵：ロク）
- 『うちの執事が言うことには』 2019年4月15日発売[書籍 11]、ISBN 978-4-04-631860-2
  - 角川文庫版 第1巻-第3巻のエピソードを抜粋して再編集している[2]。

うちの執事に願ったならば（角川文庫 表紙絵：佐原ミズ）
- 『うちの執事に願ったならば』、2017年3月25日発売[書籍 12]、ISBN 978-4-04-105271-6
- 『うちの執事に願ったならば 2』、2017年8月25日発売[書籍 13]、ISBN 978-4-04-105272-3
- 『うちの執事に願ったならば 3』、2017年11月25日発売[書籍 14]、ISBN 978-4-04-106178-7
- 『うちの執事に願ったならば 4』、2018年4月25日発売[書籍 15]、ISBN 978-4-04-106179-4
- 『うちの執事に願ったならば 5』、2018年8月24日発売[書籍 16]、ISBN 978-4-04-106990-5
- 『うちの執事に願ったならば 6』、2018年12月22日発売[書籍 17]、ISBN 978-4-04-106991-2
- 『うちの執事に願ったならば 7』、2019年8月23日発売[書籍 18]、ISBN 978-4-04-108437-3
- 『うちの執事に願ったならば 8』、2019年12月24日発売[書籍 19]、ISBN 978-4-04-108438-0
- 『うちの執事に願ったならば 9』、2020年8月25日発売[書籍 20]、ISBN 978-4-04-109787-8
- 『うちの執事に願ったならば EX』、2021年2月25日発売[書籍 21]、ISBN 978-4-04-110971-7

### 漫画
『月刊Asuka』にて、音中さわきによる作画で2015年7月号から2019年6月号まで連載された。
- 高里椎奈（原作）、音中さわき（作画）、佐原ミズ（キャラクター原案）『うちの執事が言うことには』 KADOKAWA〈あすかコミックスDX〉、全10巻
  1. 2015年11月26日発売[書籍 22]、ISBN 978-4-04-103657-0
  2. 2015年12月26日発売[書籍 23]、ISBN 978-4-04-103658-7
  3. 2016年4月26日発売[書籍 24]、ISBN 978-4-04-104167-3
  4. 2016年8月26日発売[書籍 25]、ISBN 978-4-04-104803-0
  5. 2016年12月26日発売[書籍 26]、ISBN 978-4-04-105258-7
  6. 2017年6月24日発売[書籍 27]、ISBN 978-4-04-105657-8
  7. 2017年10月24日発売[書籍 28]、ISBN 978-4-04-106223-4
  8. 2018年3月24日発売[書籍 29]、ISBN 978-4-04-106731-4
  9. 2018年12月22日発売[書籍 30]、ISBN 978-4-04-107741-2
  10. 2019年5月24日発売[書籍 31]、ISBN 978-4-04-108277-5

## 映画
2019年5月17日に公開。主演はKing & Princeの永瀬廉。全国195スクリーンで公開され、5月17日から19日までの初日3日間で興収1億2074万8,300円、動員9万3,812人になり、18日・19日の映画観客動員ランキング（興行通信社調べ）で初登場第6位となった。

### キャスト
- 烏丸花穎 - 永瀬廉（King & Prince）[5]
- 衣更月蒼馬 - 清原翔[7]
- 赤目刻弥 - 神宮寺勇太（King & Prince）[5]
- 雪倉美優 - 優希美青[8]
- 雪倉峻 - 神尾楓珠[8]
- 芽雛川肇大 - 前原滉[9]
- 莉沙 - 田辺桃子[9]（幼少期 : 保榮茂愛）
- 駒地 - 矢柴俊博[8]
- 桐山 - 村上淳[8]
- 雪倉叶絵 - 原日出子[8]
- 赤目の祖父 - 嶋田久作[9]
- 烏丸真一郎 - 吹越満[8]
- 鳳 - 奥田瑛二[8]

### スタッフ
- 原作：高里椎奈「うちの執事が言うことには」（角川文庫刊）
- 監督：久万真路
- 脚本：青島武
- 音楽：ゲイリー芦屋
- 主題歌：King & Prince「君に ありがとう」（Johnnys' Universe）
- 製作：村松秀信、亀山慶二、間宮登良松、藤島ジュリーK.、大沼渉、有馬一昭、山田裕之、狩野隆也、安部順一、吉川英作
- エグゼクティブプロデューサー：柳迫成彦、西新
- Coエグゼクティブプロデューサー：佐々木基
- プロデューサー：遠藤祐磨、橋本恵一、八木征志
- アソシエイトプロデューサー：峠本悠悟
- キャスティングプロデューサー：福岡康裕
- 音楽プロデューサー：津島玄一
- プロダクションマネージャー：杉崎隆行
- 撮影：小林元（J.S.C.）
- 美術：平井淳郎
- 照明：椎原教貴
- 録音：赤澤靖大
- 装飾：大庭信正
- 編集：高橋信之
- 執事監修：日本バトラー＆コンシェルジュ株式会社
- スクリプター：原田侑子
- 視覚効果：豊直康
- 助監督：大津是
- 制作担当：間口彰
- ラインプロデューサー：樫崎秀明
- ポスター装花協力：HIBIYA-KADAN
- 企画協力：KADOKAWA
- 配給：東映
- 製作プロダクション：東映東京撮影所
- 製作：「うちの執事が言うことには」製作委員会（東映、テレビ朝日、東映ビデオ、ジェイ・ストーム、クオラス、イオンエンターテイメント、朝日放送テレビ、メ〜テレ、読売新聞社、日本出版販売）

### 映像ソフト化
映画が収録されたDVDと、映画および特典映像が収録された『豪華版』のBlu-ray+DVD BOX（Blu-ray1枚+DVD2枚組）およびBlu-ray BOX（2枚組）が2019年11月13日に発売された。

### 動画配信
2021年2月1日より、Netflix・dTV・FODプレミアムにて配信開始。